# خراجو (أذر شهر)
خراجو هي قرية في مقاطعة أذر شهر، إيران. عدد سكان هذه القرية هو 709 في سنة 2006.